# Pesa Gama
Pesa Gama (typ 111D, 111E) – rodzina lokomotyw elektrycznych, spalinowych i hybrydowych budowanych od 2012 przez zakłady Pesa Bydgoszcz. Powstało kilkadziesiąt lokomotyw w kilku wersjach, które są eksploatowane m.in. przez PKP Intercity (seria SU160), Koleje Mazowieckie, Pol-Miedź Trans. Najwięcej lokomotyw należy do poolu taborowego Rail Capital Partners.

## Historia

### Geneza
Po drugiej wojnie światowej w Polsce było trzech głównych producentów lokomotyw. Fablok produkował parowe i spalinowe, Cegielski parowe, spalinowe i elektryczne a Pafawag tylko elektryczne. Wszystkie trzy fabryki zakończyły produkcję lokomotyw na polski rynek w latach 90. Pafawag budował jeszcze dla PKP między 1997 a 2002 r., już po przejęciu fabryki przez ADtranz, elektryczne lokomotywy EU11 i EU43, które nie trafiły jednak na polskie tory ze względu na problemy finansowe zamawiającego.
Kolejna polską nową lokomotywę zaprezentowano dopiero w 2009, kiedy swoją premierę miał elektryczny towarowy Newag Dragon. Kolejne typy polskich lokomotyw elektrycznych miały swoją premierę w 2012 na targach InnoTrans w Berlinie. Newag zaprezentował tam Griffina, a Pesa Gamę. Dodatkowo w 2012 powstała w Polsce jeszcze jedna lokomotywa – spalinowa ZPS LM-400.00 dla Metra Warszawskiego.
Lokomotywy to kolejny rodzaj pojazdów szynowych budowany przez Pesę, która zadeklarowała w 2001, że zmienia główną specjalizację z napraw na budowę nowego taboru. Od tego czasu w Bydgoszczy powstawały m.in. spalinowe i elektryczne pasażerskie wagony silnikowe oraz zespoły trakcyjne, tramwaje, a także nowe typy wagonów pasażerskich i towarowych.

### Pierwszy egzemplarz Gamy –Marathon

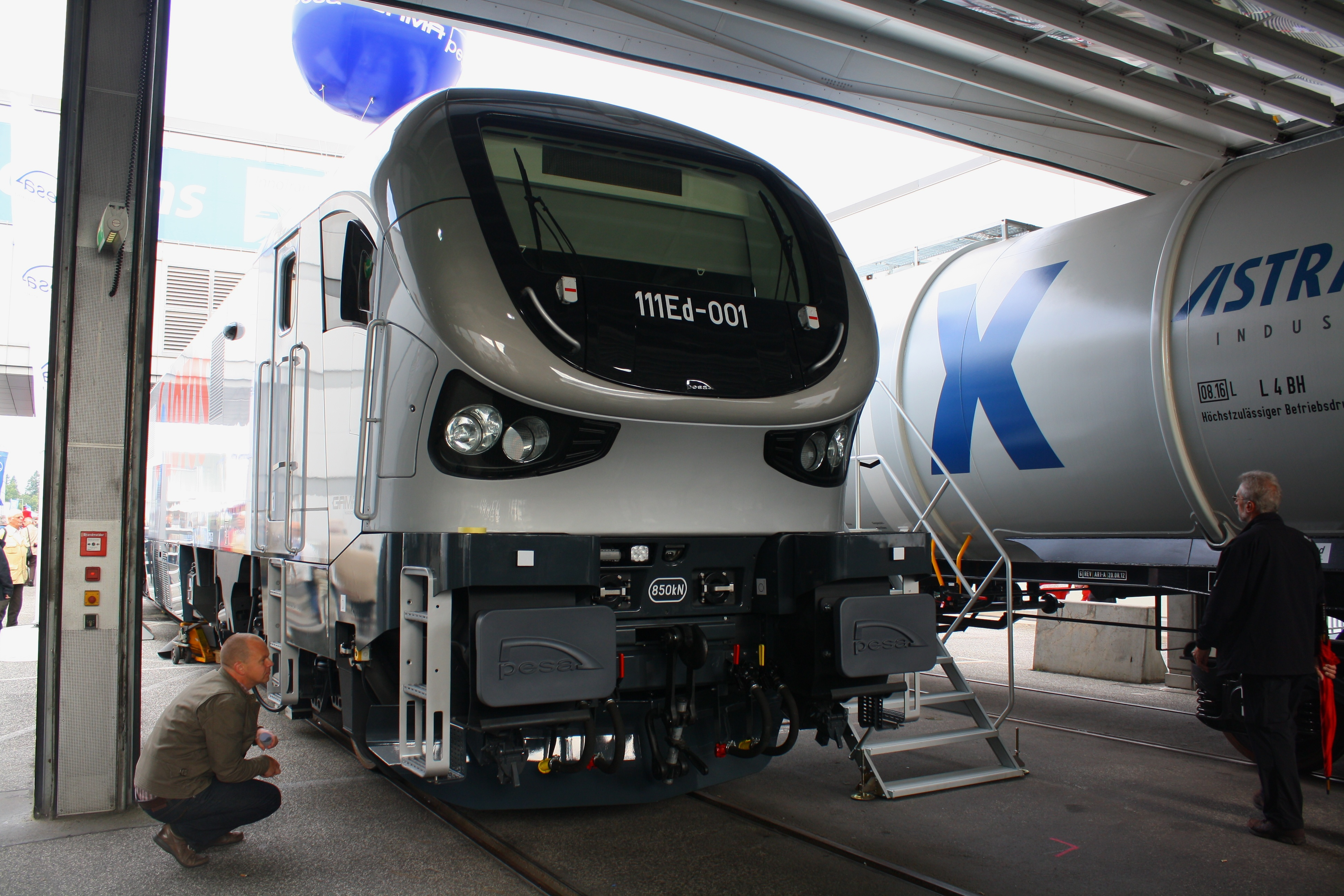
Marathon na InnoTrans 2012

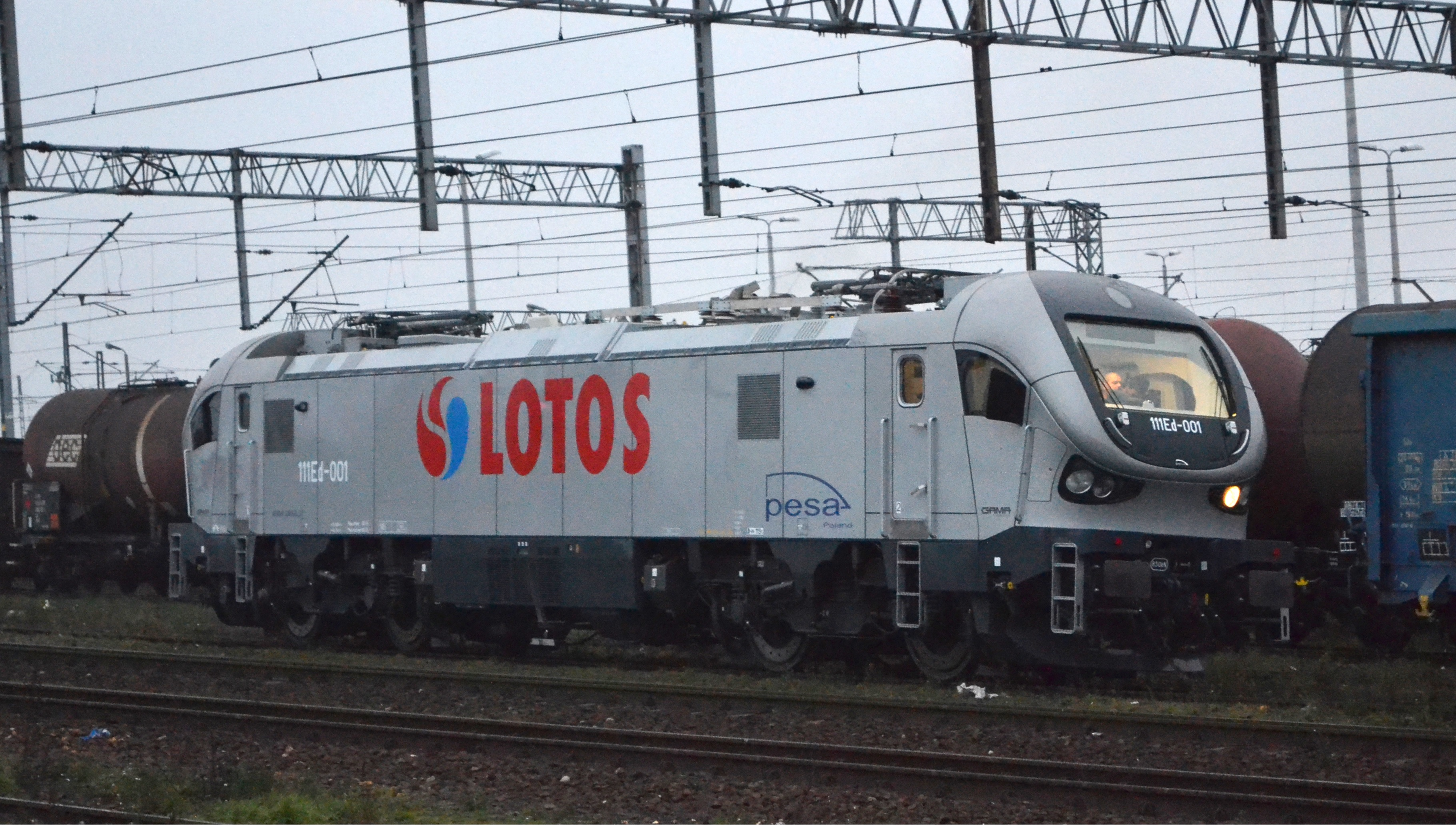
Marathon podczas testów w Lotos Kolej

Pierwszym modelem z rodziny Gama jest lokomotywa 111Ed Marathon, która powstała dzięki dofinansowaniu NCBiR w ramach projektu „Uniwersalna lokomotywa elektryczna, wielosystemowa o budowie modułowej, na prędkości powyżej 200 km/h”. Jej budowa rozpoczęła się na początku 2012, a premiera odbyła się 18 września na targach InnoTrans 2012 w Berlinie. Pierwsze jazdy próbne odbyły się w październiku 2012 na stacji Bydgoszcz Wschód Towarowa, później na liniach do Inowrocławia, Poznania i Zduńskiej Woli Karsznic. Testowano zachowanie lokomotywy przy jeździe luzem i przy różnych obciążeniach aż do 25 listopada 2012. Od 27 listopada 2012 do 3 grudnia 2012 Gama była testowana na torze w Żmigrodzie. Podczas prób osiągnęła prędkość 173 km/h, dopuszczona została czasowo do prowadzenia pociągów pasażerskich z prędkością do 160 km/h i towarowych do 140 km/h. Do uzyskania bezterminowego dopuszczenia do eksploatacji konieczne były także jazdy dozorowane u przewoźników kolejowych.
11 stycznia 2013 rozpoczęły się jazdy nadzorowane w Lotos Kolej, na podstawie umowy dzierżawy z dnia 10 grudnia 2012. 111Ed-001 ciągnęła pierwszy pociąg z Bydgoszczy do Gdańska, a kolejne między Gdańskiem Olszynką a Zduńską Wolą Karsznicami. 21 lutego 2013 przerwano testy lokomotywy i przekazano ją do PKP Intercity. W czasie pierwszego etapu jazd w Lotos Kolej Gama obsłużyła 26 pociągów. Nie zanotowano żadnego defektu. Jednocześnie przewoźnik przygotował listę wykrytych usterek (określonych jako nieznaczne) oraz propozycję usprawnień.
28 lutego 2013 Gama Marathon poprowadziła pierwszy pociąg PKP Intercity – TLK Kopernik z Bydgoszczy Głównej do Warszawy Wschodniej. Od 1 do 16 marca 2013 przeznaczono ją do obsługi pociągów TLK i EIC relacji Warszawa – Kraków, Warszawa – Poznań, Warszawa – Gdynia i Warszawa – Wrocław. 20 marca 2013 testy przerwano, a lokomotywa wróciła do producenta. Jazdy nadzorowane w PKP Intercity wznowiono 19 kwietnia 2013. Dwa dni później ponownie je przerwano. Lokomotywa została skierowana do producenta do oceny zniszczeń, jakich doznała po potrąceniu człowieka. Z naprawy skierowano ją w maju 2013 ponownie do firmy Lotos Kolej na kontynuację eksploatacji ze składami towarowymi. 111Ed-001 służyła w Lotos Kolej do marca 2014. W późniejszym okresie lokomotywa była testowana również przez Pol-Miedź Trans i Orlen KolTrans.
Ostatecznie UTK wydał bezterminowe dopuszczenie do eksploatacji typu 111Ed (z odmianami 111Ea, 111Eb, 111Ec) 10 lipca 2014.
8 lipca 2015 pierwszy elektryczny egzemplarz Gamy został kupiony przez przedsiębiorstwo Lokomotiv.
We wrześniu 2017 na targach Trako zaprezentowano Marathona 111Ed-005.

### Drugi egzemplarz Gamy – wersja spalinowa

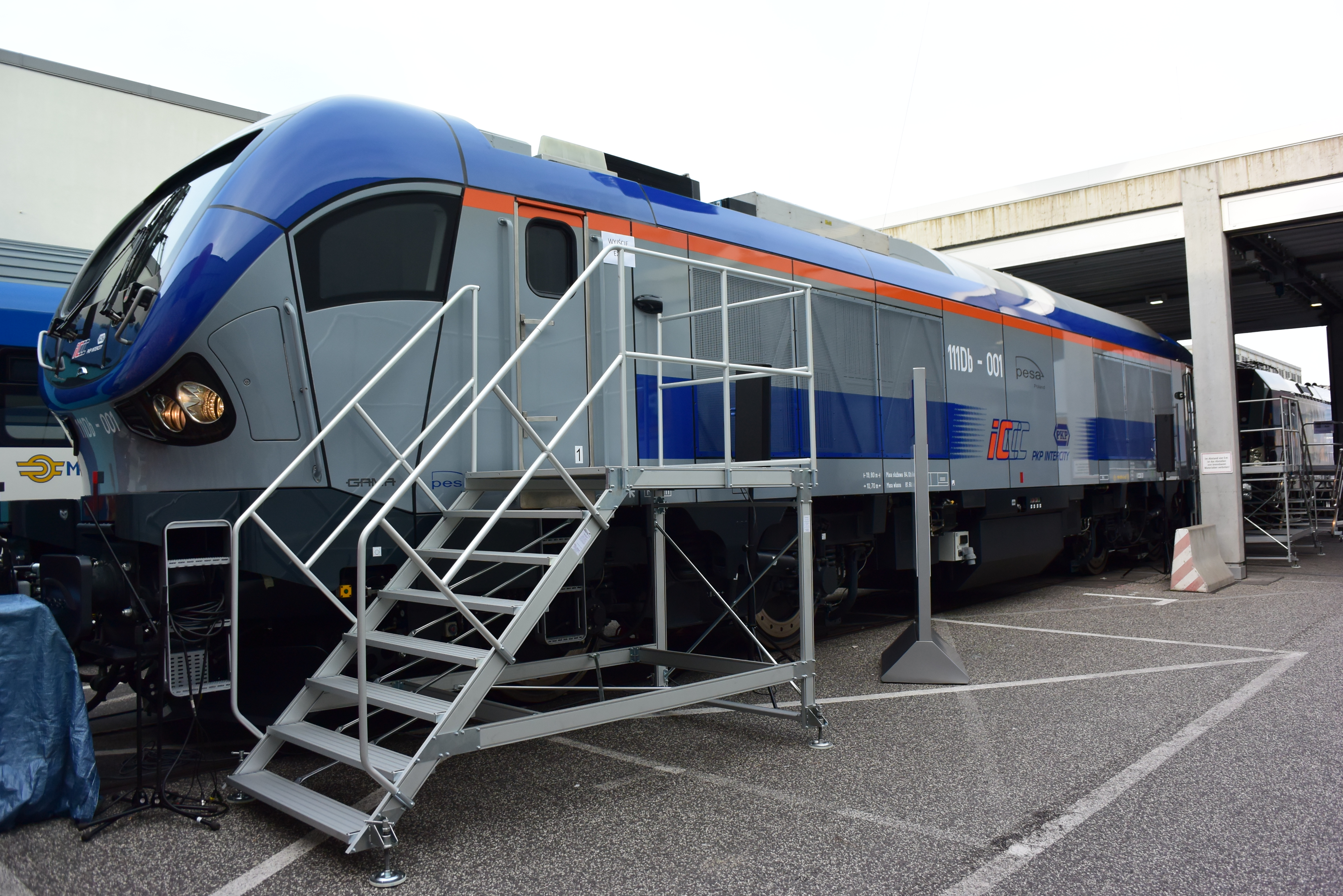
Spalinowa Gama na InnoTrans 2014

W lipcu 2014 gotowy był pierwszy egzemplarz spalinowej Gamy. Jego konstrukcja była zgodna ze specyfikacją zamówienia PKP Intercity. Lokomotywa została zaprezentowana we wrześniu na targach InnoTrans. W połowie października rozpoczęto testy dynamiczne lokomotywy, a w drugiej połowie miesiąca, pod kontrolą IPS „Tabor”, testy w ruchu na odcinku Rokietnica – Szamotuły. W grudniu 2014 wykonywano m.in. próby obciążeniowe z wagonami PKP Cargo i jazdy testowe z wagonami pasażerskimi PKP Intercity. W 2015 lokomotywa była testowana przez Pol-Miedź Trans.

### Gama dwutrakcyjna dla PKP Intercity
6 października 2016 Pesa i PKP Intercity podpisały list intencyjny odnośnie do testowania lokomotywy elektryczno-spalinowej, którą częściowo za pieniądze Narodowego Centrum Badań i Rozwoju ma wybudować Pesa. Pod koniec września 2017 strony podpisały właściwą umowę odnośnie do współpracy badawczo – rozwojowej w ramach tego projektu. W lutym 2022 rozpoczęły się pierwsze jazdy testowe gotowej lokomotywy. W lipcu 2024 natomiast rozpoczęły się testy na torze doświadczalnym Instytutu Kolejnictwa koło Żmigrodu.

### Gama autonomiczna dla PKP Cargo
21 maja 2018 Pesa i PKP Cargo podpisały list intencyjny odnośnie do współpracy przy budowie dwunapędowej, częściowo autonomicznej lokomotywy. 19 września podczas targów InnoTrans podpisano właściwą umowę dotyczącą współpracy przy pracach badawczo-rozwojowych związanych z budową lokomotywy. Projekt ma objąć:
- wspólne sporządzenie założeń technicznych i propozycji konfiguracji lokomotywy przez Pesę i PKP Cargo,
- weryfikację dokumentów w IPS Tabor;
- rozpoczęcie prac projektowych i badawczych w oparciu o uzgodniony harmonogram,
- uruchomienie procesu budowy lokomotywy wraz z dokumentacją,
- eksploatację w PKP Cargo przez pierwsze 12 miesięcy od wyprodukowania[47][48].

### Gama 2
W październiku 2022 zapowiedziano powstanie Gamy 2 – platformy lokomotyw o bardziej zunifikowanych rozwiązaniach ułatwiających produkcję i serwis.

### Zamówienia
- 15 kwietnia 2014 – podpisanie umowy na dostawę 2 lokomotyw elektrycznych typu 111Eb dla Kolei Mazowieckich[50],
- 17 lipca 2014 – podpisanie umowy na dostawę 10 lokomotyw spalinowych typu 111Db dla PKP Intercity[51],
- 8 lipca 2015 – sprzedaż pierwszego egzemplarza lokomotywy elektrycznej 111Ed przedsiębiorstwu Lokomotiv oraz podpisanie umowy na dostawę 2 kolejnych lokomotyw[33],
- 7 czerwca 2019 – podpisanie umowy na dostawę 12 lokomotyw elektrycznych z modułem dojazdowym dla spółki Rail Capital Partners(inne języki)[52].
- 7 lipca 2020 – podpisanie umowy na dostawę 1 lokomotywy elektrycznej typu 111Ed dla spółki Pol-Miedź Trans[53],
- lipiec 2021 – podpisanie umowy na dostawę 3 lokomotyw elektrycznych dla spółki PCC Intermodal(inne języki)[54],
- 26 października 2022 – podpisanie umowy na dostawę 16 lokomotyw elektryczno-spalinowych dla PKP Intercity[55].
- październik 2022 – podpisanie umowy na dostawę 10 lokomotyw elektrycznych z opcją 20 kolejnych dla spółki Cargounit(inne języki)[56].
- październik 2023 – podpisanie umowy na dostawę 10 lokomotyw elektrycznych dla spółki LOTOS Kolej z Grupy Orlen[57].
- grudzień 2023 – podpisanie aneksu na dostawę dodatkowych 20 lokomotyw elektrycznych (łącznie 40) dla spółki Cargounit[58].

Do 12 stycznia 2021 PESA wyprodukowała 33 lokomotywy (22 elektryczne oraz 11 spalinowych).

## Konstrukcja
Pesa Bydgoszcz zaprojektowała kilka typów lokomotyw pod wspólną nazwą Gama. Oferowane są pojazdy zasilane z sieci elektrycznej (3 kV DC, 15 kV AC lub 25 kV AC) rozwijające prędkości do 190 km/h w ruchu pasażerskim i do 160 km/h w towarowym oraz lokomotywy spalinowe do prędkości 160 km/h. Sylwetkę zewnętrzną lokomotyw z tej rodziny zaprojektował Bartosz Piotrowski, natomiast kabinę maszynisty Mariusz Gorczyński.

### Wersje oferowane
| typ    | rodzaj (założona moc) | zasilanie                            | przeznaczenie | maksymalna prędkość eksploatacyjna | źródło danych |
| ------ | --------------------- | ------------------------------------ | ------------- | ---------------------------------- | ------------- |
| 111DE  | spalinowo-elektryczna | DC (3 kV)                            | uniwersalna   | 120 km/h 160 km/h                  | [ 62 ]        |
| 111DEa | spalinowo-elektryczna | –                                    | towarowa      | 140 km/h                           | [ 63 ]        |
| 111DEb | spalinowo-elektryczna | –                                    | uniwersalna   | 160 km/h                           | [ 63 ]        |
| 111Ea  | elektryczna           | DC (3 kV)                            | towarowa      | 140 km/h                           | [ 63 ]        |
| 111Eb  | elektryczna           | DC (3 kV)                            | uniwersalna   | 160 km/h                           | [ 63 ]        |
| 111Ec  | elektryczna +Marathon | DC (3 kV)                            | towarowa      | 140 km/h                           | [ 63 ]        |
| 111Ed  | elektryczna +Marathon | DC (3 kV)                            | uniwersalna   | 160 km/h                           | [ 63 ]        |
| 111Ee  | elektryczna           | DC (3 kV), AC (15 kV, 25 kV)         | towarowa      | 140 km/h                           | [ 63 ]        |
| 111Ef  | elektryczna           | DC (3 kV), AC (15 kV, 25 kV)         | uniwersalna   | 160 km/h                           | [ 63 ]        |
| 111Eg  | elektryczna (6000 kW) | DC (3 kV)                            | pasażerska    | 189 km/h                           | [ 63 ]        |
| 111Eh  | elektryczna (6000 kW) | DC (3 kV), AC (15 kV, 25 kV)         | pasażerska    | 189 km/h                           | [ 63 ]        |
| 111MS  | elektryczna (6400 kW) | DC (1,5 kV, 3 kV), AC (15 kV, 25 kV) | pasażerska    | 200 km/h                           | [ 64 ]        |
| 111MS  | elektryczna (6400 kW) | DC (1,5 kV, 3 kV), AC (15 kV, 25 kV) | towarowa      | 140 km/h                           | [ 64 ]        |

### Wózek 111E

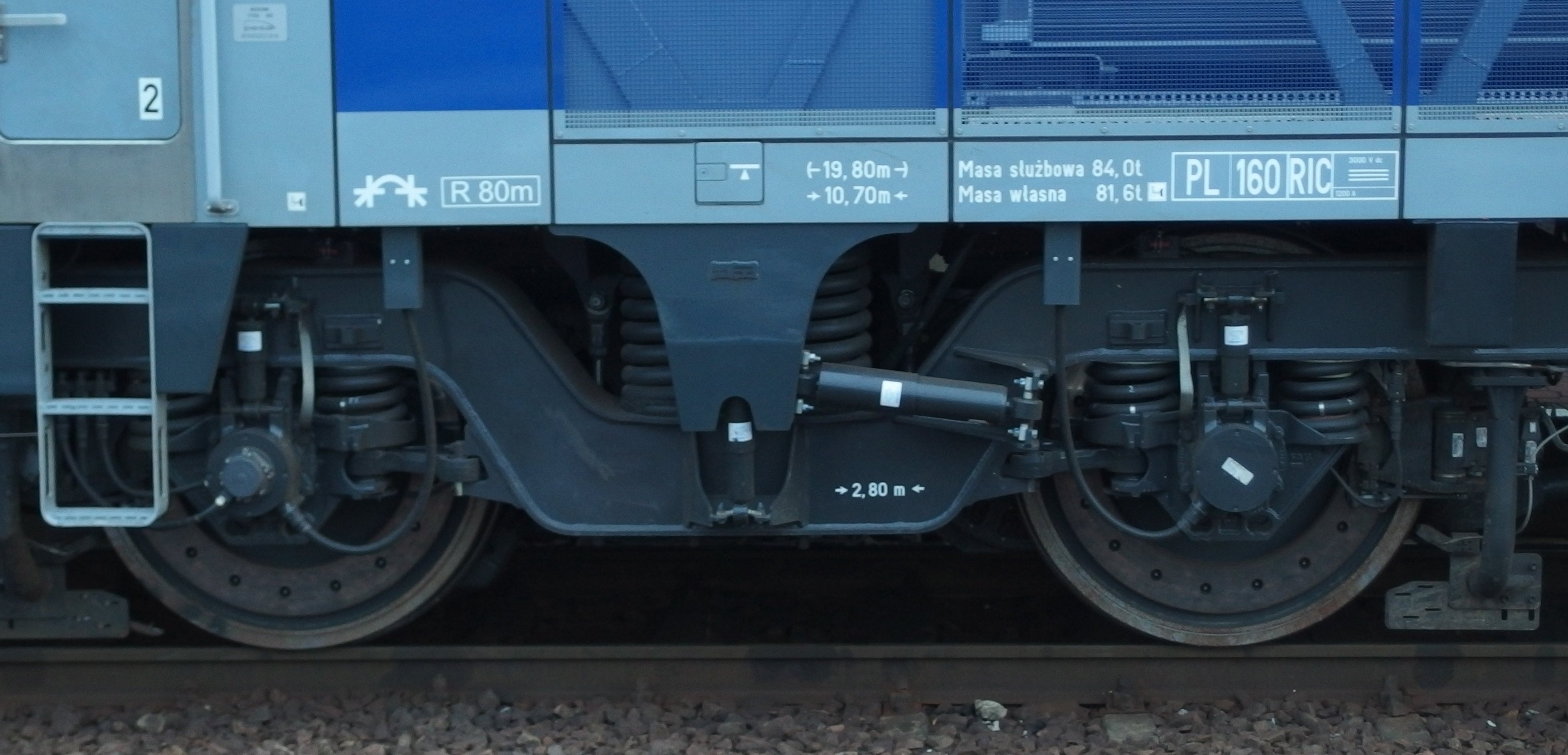
Wózek 111E

Wózek 111E został zaprojektowany dla lokomotyw rodziny Gama. Konstrukcja składa się z części od poddostawców oraz elementów własnych Pesy, do których zalicza się rama, zestaw kołowy, usprężynowanie I i II stopnia, układy przeniesienia napędu, wsporników piasecznic i odgarniaczy. Wersja podstawowa przewidziana jest do eksploatacji z prędkościami do 160 km/h i pracy w zakresie temperatur otoczenia od –30 °C do +60 °C. Po modyfikacji osprzętu wózki te mogą być eksploatowane z wyższymi prędkościami. Przykładowo zastosowanie przekładni trakcyjnej Duturail RS1 22-4,03 i silników trakcyjnych VEM DKLBZ 4515-1 mocy 1500 kW ma wystarczyć do eksploatacji z prędkościami do 190 km/h i osiągnięcia przez lokomotywę prędkości 216 km/h.

### Wersje produkowane
| Typ   | Długość   | Szerokość | Wysokość | Układ osi | Masa służbowa | Maksymalny nacisk osi | Średnica kół               | Maksymalna prędkość eksploatacyjna  | Maksymalna siła pociągowa | Liczba silników trakcyjnych | Typ i moc silników trakcyjnych | Typ silnika spalinowego        | Moc maksymalna                | Podstawowe zasilanie | Źródło danych              |
| ----- | --------- | --------- | -------- | --------- | ------------- | --------------------- | -------------------------- | ----------------------------------- | ------------------------- | --------------------------- | ------------------------------ | ------------------------------ | ----------------------------- | -------------------- | -------------------------- |
| 111Db | 19 800 mm | 3000 mm   | 4300 mm  | Bo’Bo’    | 84 t          | 206 kN                | 1250 mm (nowe)             | 140/160 km/h (towarowe/pasażerskie) | 275 kN (startu)           | 4                           | VEM (AC) (570 kW)              | MTU 16V 4000 R84 (2400 kW)     | ?                             | diesel               | [ 37 ] [ 65 ] [ 66 ]       |
| 111Eb | 19 800 mm | 3000 mm   | 4150 mm  | Bo’Bo’    |               |                       |                            | 160 km/h                            |                           | 4                           |                                | –                              | 5600 kW                       | 3 kV DC              | [ 67 ]                     |
| 111Ed | 19 800 mm | 3000 mm   | 4232 mm  | Bo’Bo’    | 82 t          | ≤196 kN               | 1250/1170 mm (nowe/zużyte) | 140/160 km/h (towarowe/pasażerskie) | 300 kN                    | 4                           | VEM DKLBZ 4514-4A (1400 kW)    | Caterpillar C15 ACERT (403 kW) | 5600 kW                       | 3 kV DC              | [ 68 ] [ 60 ] [ 14 ] [ 7 ] |
| 111DE | 19 750 mm |           |          | Bo’Bo’    | 86 t          |                       | 1250 mm                    | 120 km/h 160 km/h                   |                           | 4                           |                                | Cummins QSK60 (2013 kW)        | 2800 kW (DC) 1560 kW (diesel) | 3 kV DC i diesel     | [ 69 ] [ 62 ]              |

#### 111EdMarathon

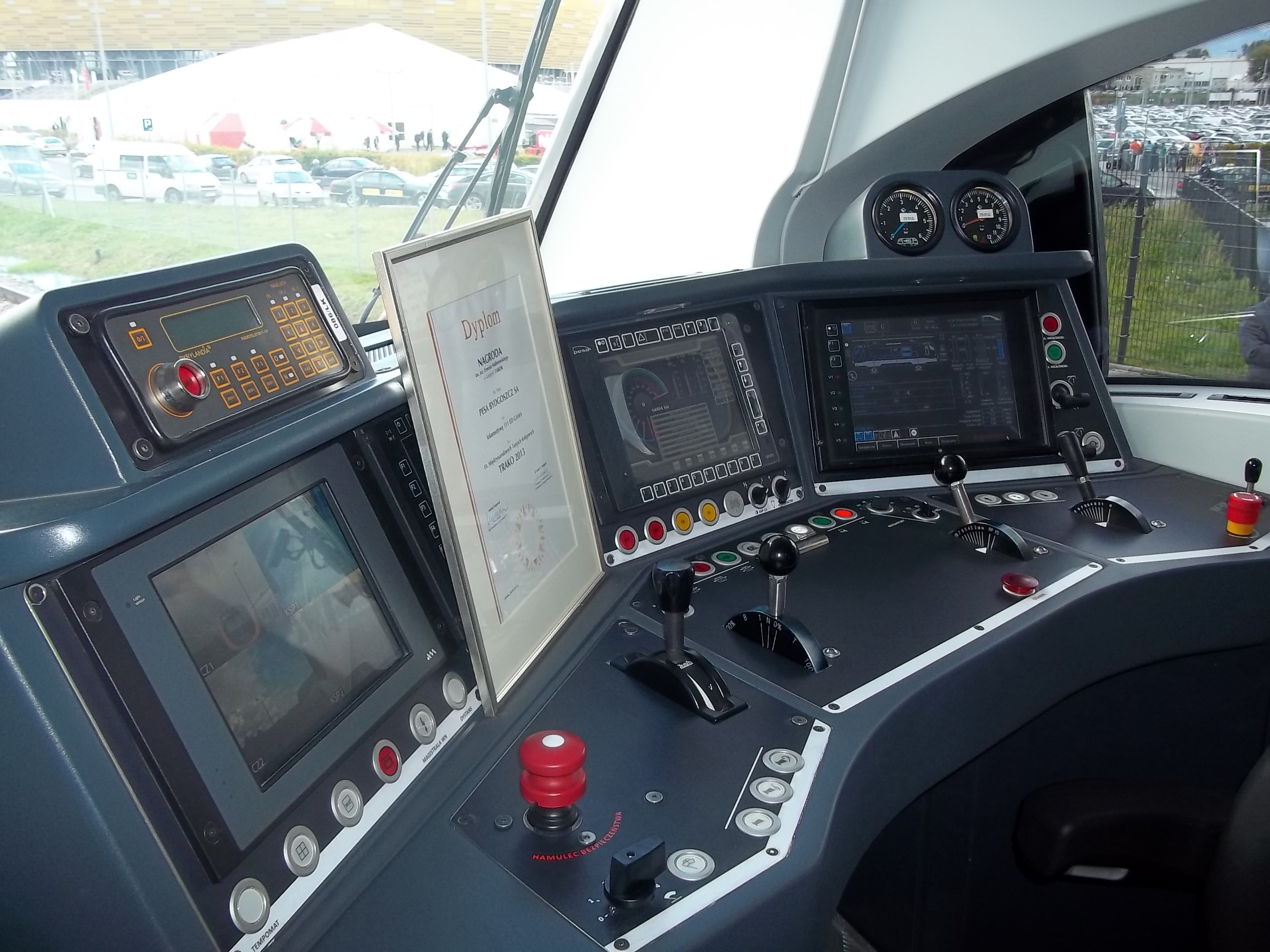
Kabina maszynisty (111Ed)

##### Napęd i hamulce

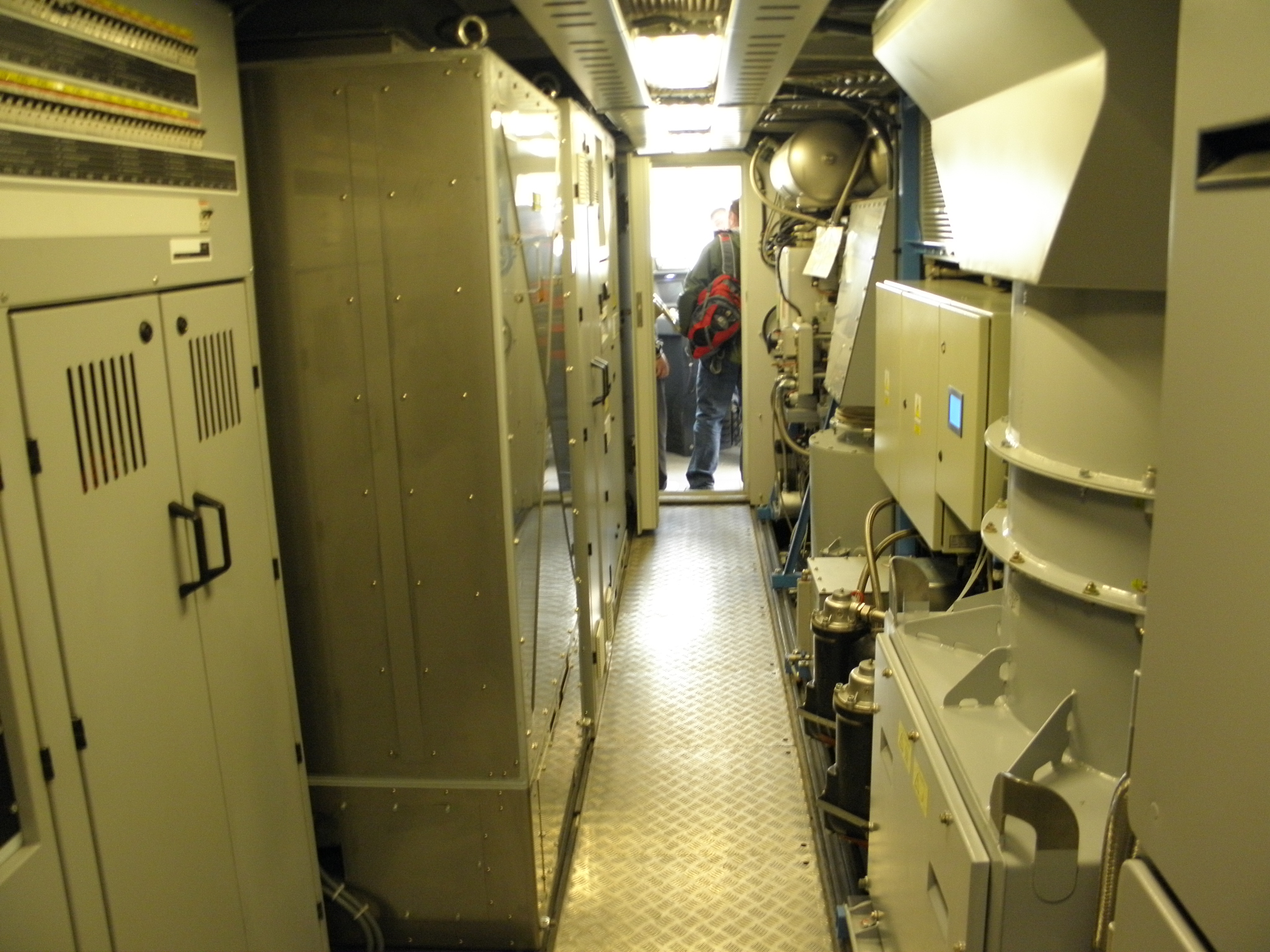
Przedział maszynowy (111Ed)

Lokomotywa jest 4-osiową jednostką elektryczną o mocy 5600 kW, zasilaną napięciem 3 kV DC z sieci napowietrznej poprzez odbierak prądu produkcji Stemmanna. Dodatkowo zamontowano pomocniczy silnik spalinowy mocy 403 kW (Caterpillar C15 ACERT), sprzęgnięty z prądnicą prądu przemiennego o mocy 420 kW (prod. EMIT). Napęd składa się z podzespołów kilku producentów, w tym Eniki z Łodzi i Ingeteam. Od drugiego z wymienionych przedsiębiorstw pochodzą dwa przekształtniki trakcyjne typu TR0700 chłodzone cieczą i cztery falowniki (po jednym na silnik). Przy jeździe na silniku spalinowym maksymalna prędkość eksploatacyjna wynosi 40 km/h (w czasie testów bez wagonów udało się uzyskać 76 km/h). Moc z silnika elektrycznego przenoszona jest przez jednostopniową przekładnię (prod. Henschel Antriebstechnik Kassel). Maksymalna siła pociągowa wynosi 300 kN, także przy jeździe na silniku spalinowym. Pojemność zbiornika paliwa to 900 l. Proces przestawienia się pojazdu z zasilania elektrycznego na spalinowe trwa 5 minut.
Napęd lokomotywy umożliwia hamowanie elektrodynamiczne z odzyskiwaniem energii do sieci trakcyjnej lub jej wytracaniem w opornikach. Ponadto zainstalowano hamulce pneumatyczny i elektropneumatyczny (tablica pneumatyczna produkcji Instytutu Pojazdów Szynowych „Tabor”). Tarcze hamulcowe (na zestawach kołowych) zaciskane są przez cylindry produkcji Knorr-Bremse mocowane do ramy wózka. Każdy wózek ma po dwa (zamontowane po przekątnej) sprężynowe hamulce postojowe.
W przerwie jazd w PKP Intercity wprowadzono kilka zmian dotyczących napędu. Zmodyfikowano podgrzewanie silnika CAT przed rozruchem oraz zmieniono oprogramowanie tempomatu.
W egzemplarzach dla Rail Capital Partners silnik CAT został zastąpiony przez jednostkę Volvo.

##### Pudło
Szkielet jednostki jest zbudowany z wysoko wytrzymałej stali, ściany boczne i dach wykończone są profilami i blachami aluminiowymi. Pierwotna długość lokomotywy ze zderzakami wynosiła 19,5 m. W marcu i kwietniu 2013 pojazd został nieznacznie przebudowany przez producenta, ponieważ wystające części lokomotywy uszkadzały mostki przejściowe wagonów PKP Intercity typu 159A.
Na obu końcach lokomotywy znajdują się urządzenia cięgłowo-zderzne. Zainstalowane są sprzęgi śrubowe, przewody hamulcowe i zasilające, gniazda sterowania wielokrotnego oraz sprzęgi do ogrzewania wagonów. Do manewrowania maszynista dysponuje, oprócz luster bocznych i kamer czołowych, dodatkowymi kamerami skierowanymi bezpośrednio na sprzęg.

##### Zawieszenie
Gama ma dwa stopnie usprężynowienia zawieszenia. Pierwszym są sprężyny śrubowe, drugim sprężyny typu flexicoil. Dodatkowo zastosowano pionowe, poziome i skośne tłumiki zmniejszające drgania między wózkiem a pudłem i zapobiegające wężykowaniu.

##### Bezpieczeństwo
Wytrzymałość konstrukcji spełnia wymagania normy EN 12663. Lokomotywa jest ponadto wyposażona w wymienialne elementy odkształcające się w czasie kolizji i ma przewidzianą strefę zgniotu, dzięki czemu spełnia wymagania normy EN 15227 i ma zapewnić zwiększone bezpieczeństwo maszynistów. Lokomotywa opcjonalnie może także mieć system ETCS.

##### Wyposażenie socjalne

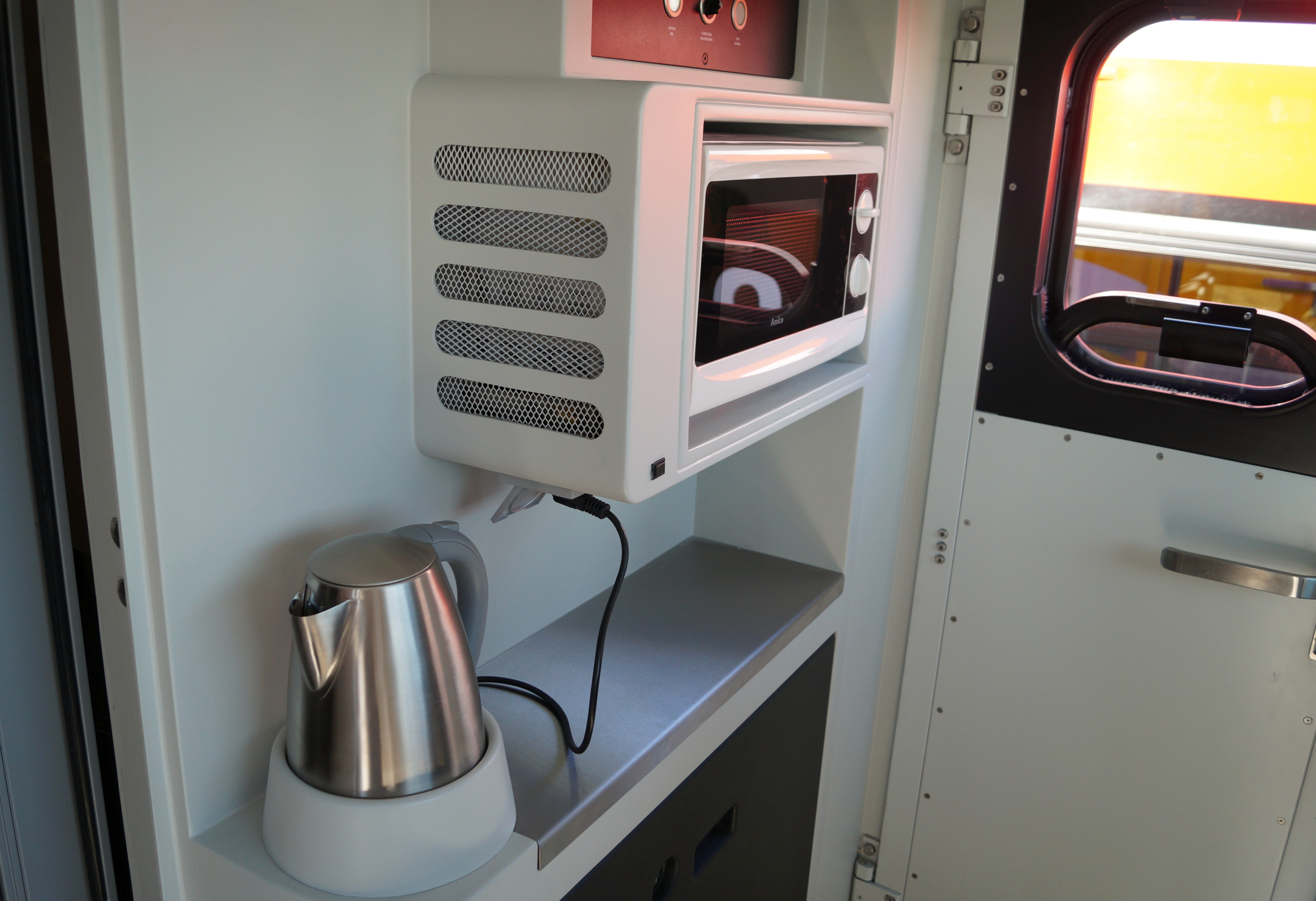
Wyposażenie socjalne (111Eb)

W lokomotywie znajduje się klimatyzacja z opcją ogrzewania produkcji Konvekty, lodówka, kuchenka mikrofalowa i toaleta w systemie zamkniętym produkcji TM Technischer Gerätebau. Wnętrze lokomotywy było projektowane we współpracy ze Związkiem Zawodowym Maszynistów Kolejowych w Polsce.

#### 111Eb
Lokomotywa elektryczna typu 111Eb jest zbieżna konstrukcyjnie z pierwszym przedstawicielem rodziny Gama typu 111Ed, jednak nie jest ona wyposażona w dodatkowy agregat prądotwórczy. Ponadto w porównaniu z pierwowzorem jest ona wyposażona w nieco zmieniony pulpit maszynisty. Kokpit po lewej stronie ma dodatkową konsolę z radiotelefonem i przyciskami sterowania, natomiast na prawym słupku pulpitu umieszczono mikrofon radiotelefonu.

## Eksploatacja
| Państwo | Właściciel            | Przewoźnik         | Typ   | Seria | Liczba | Źródło danych                                                  |
| ------- | --------------------- | ------------------ | ----- | ----- | ------ | -------------------------------------------------------------- |
| Polska  | PKP Intercity         | PKP Intercity      | 111Db | SU160 | 10     | [ 80 ]                                                         |
| Polska  | PKP Intercity         | PKP Intercity      | 111DE |       | 0 z 16 | [ 55 ] [ 45 ]                                                  |
| Polska  | Cargounit             | różni              | 111Eb |       | 2      | [ 81 ] [ 82 ] [ 33 ] [ 83 ]                                    |
| Polska  | Cargounit             | różni              | 111Ed |       | 43     | [ 84 ] [ 85 ] [ 86 ]                                           |
| Polska  | Koleje Mazowieckie    | Koleje Mazowieckie | 111Eb |       | 2      | [ 67 ] [ 87 ]                                                  |
| Polska  | Rail Capital Partners | różni              | 111Ed |       | 48     | [ 88 ] [ 89 ] [ 81 ] [ 90 ] [ 91 ] [ 92 ] [ 93 ] [ 94 ] [ 95 ] |
| Polska  | Rail Capital Partners | różni              | 111Eo |       | 5      | [ 93 ]                                                         |
| Polska  | Pol-Miedź Trans       | Pol-Miedź Trans    | 111Ed |       | 1      | [ 96 ] [ 97 ]                                                  |
| Polska  | PCC Intermodal        | PCC Intermodal     | 111Eo |       | 3      | [ 54 ] [ 98 ] [ 99 ]                                           |
| Polska  | Orion Rail            | Orion Rail         | 111Eo |       | 1      | [ 100 ]                                                        |
| Polska  | Silva LS              | Silva LS           | 111Ed |       | 1      | [ 101 ]                                                        |
| Polska  | Orlen Kolej           | Orlen Kolej        | 111Ed |       | 10     | [ 102 ] [ 103 ]                                                |
| Polska  | Pesa                  | różni              | 111Db |       | 1      | [ 41 ]                                                         |
| Polska  | Pesa                  | PKP Intercity      | 111DE |       | 1      | [ 104 ] [ 62 ]                                                 |

### PKP Intercity

#### Lokomotywy spalinowe

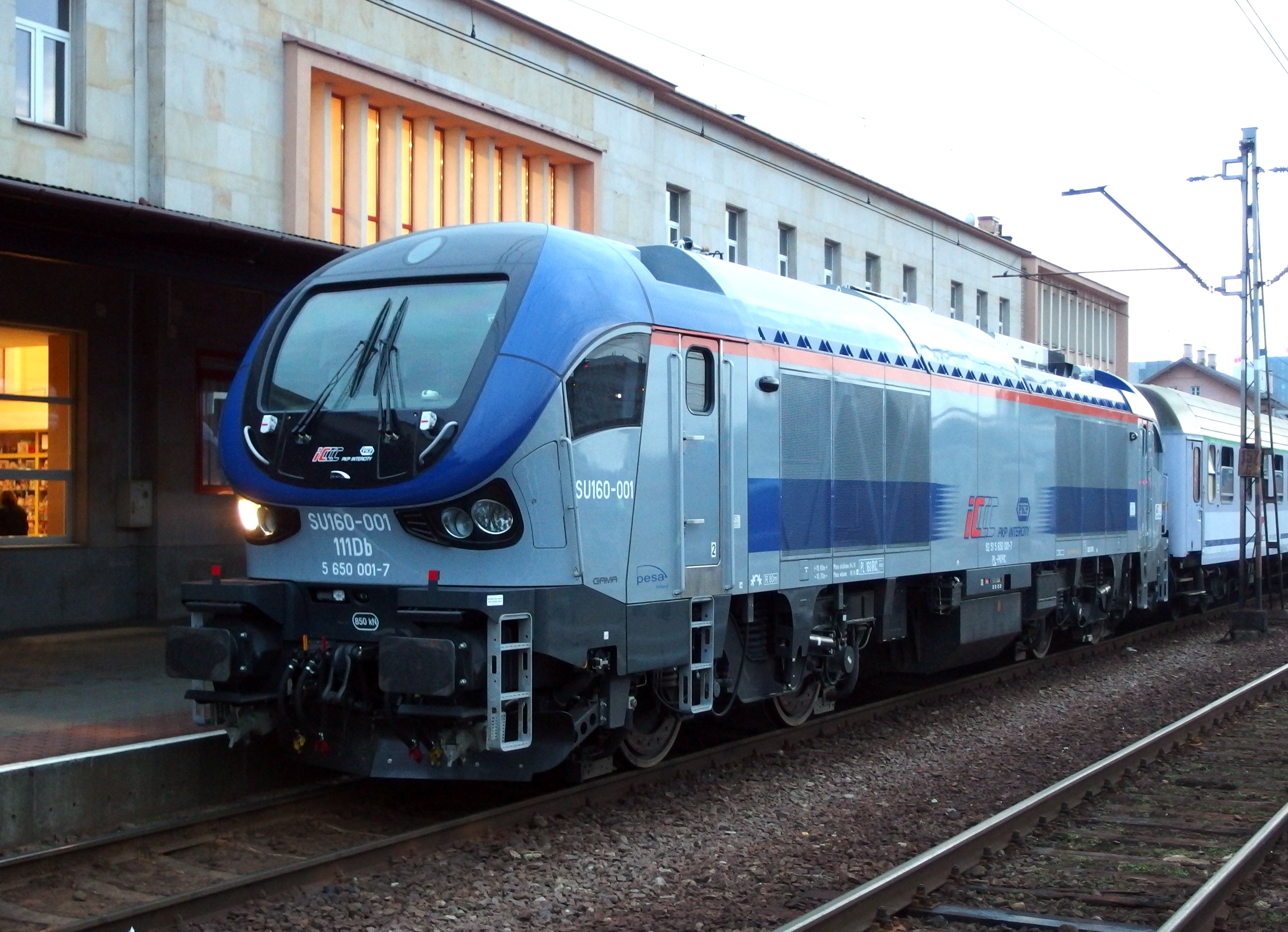
SU160-001 na stacji Rzeszów Główny

W 2014 PKP Intercity zamówiło 10 lokomotyw w wersji spalinowej. Lokomotywy zamówiono do obsługi tras: Ełk – Korsze, Ełk – Suwałki, Rzeszów – Zamość, Rzeszów – Zagórz, Krzyż – Gorzów Wielkopolski i Piła – Krzyż. Później postanowiono, że lokomotywy będą również obsługiwać trasę Rzeszów – Lublin.
W połowie maja 2015 PKP IC rozpoczęło jazdy testowe pierwszej dostarczonej lokomotywy z wagonami pasażerskimi bez pasażerów, a 16 czerwca rozpoczął jej normalną eksploatację. Pod koniec lipca przewoźnik eksploatował już 3 lokomotywy. W pierwszych tygodniach użytkowanie przebiegało z pewnymi problemami: podczas upałów dochodziło do przegrzewania się jednego z elementów przetwornicy pomocniczej, a także układ antypoślizgowy nie działał prawidłowo. Dostawy lokomotyw zakończono z końcem października. Dzięki zakupowi lokomotywy przewoźnik mógł zaprzestać wypożyczania lokomotyw SU46 od PKP Cargo.
Na początku stycznia 2016 część spalinowozów eksploatowanych przez przewoźnika uległa awariom związanym z silnymi mrozami i została wyłączona z użytku, przez co PKP Intercity zmuszone było uruchomić autobusową komunikację zastępczą na odcinkach Rzeszów – Zagórz, Rzeszów – Zamość, Stróże – Zagórz, Krzyż – Gorzów Wielkopolski i Piła – Gorzów Wielkopolski. Później komunikacja zastępcza była uruchomiana również na odcinku Ełk – Korsze. Żeby ograniczyć utrudnienia związane z niedostępnością lokomotyw, Pesa użyczyła PKP IC własny prototypowy spalinowóz (111Db-001) a PKP IC wypożyczył od České dráhy 5 dodatkowym lokomotyw spalinowych. Według przedstawicieli Pesy jedną z przyczyn awarii było niewłaściwe paliwo, jednakże po wykonaniu ekspertyzy nie stwierdzono uchybień. Ze względu na niedyspozycyjność lokomotyw przewoźnik zamierza naliczyć Pesie kary finansowe.
23 stycznia 2016 o godzinie 23:00, w związku z kolejnymi awariami mającymi miejsce od 20 stycznia, przewoźnik podjął decyzję o wycofaniu wszystkich lokomotyw serii SU160, jednakże 2 godziny później decyzja ta została wycofana. Trzy dni później w kabinie maszynisty jednego z egzemplarzy pojawił się dym. Po tym zdarzeniu Urząd Transportu Kolejowego nieoficjalnie zapowiedział weryfikację i kontrolę tych lokomotyw.
Na początku kwietnia 2016 podano, że wskaźnik dostępność spalinowych gam wynosi 58,64% (zgodnie z podpisaną umową powinna wynosić 99,5%), jednakże około 60% wyłączeń wynikało z siły wyższej lub błędów ludzkich (kolizje ze zwierzętami i wykolejenie na stacji Białystok).
W wakacje 2016 PKP IC po raz kolejny zmuszone było wprowadzić komunikację zastępczą do Zagórza i Zamościa w związku z brakiem dostępnych gam. W lipcu na odcinku Rzeszów – Zamość komunikacja zastępcza została uruchomiona za 46 z 124 zaplanowanych połączeń. W styczniu 2017 na Podkarpaciu po raz kolejny większość pociągów prowadzonych trakcją spalinową zostało odwołanych ze względu na wyłączenia gam z ruchu.
10 grudnia 2017, wraz z wprowadzeniem nowego rozkładu jazdy, gamy rozpoczęły obsługę odcinka Zamość – Hrubieszów. W styczniu i lutym 2018 na Podkarpaciu ponownie wystąpiły problemy z dostępnością gam, przez co przewoźnik zmuszony był odwołać kilkadziesiąt połączeń. Według szefa zespołu PR producenta najczęstszymi przyczynami wyłączeń z ruchu były kolizje, uszkodzenia sprzęgła wynikające z eksploatacji po torowiskach o złym stanie technicznym oraz problemy z eksploatacją silników w okresie zimowym.
Pod koniec października 2018 w ruchu było 5 lokomotyw, 3 były wyłączone ze względu na uszkodzenia silników, a 2 ze względu na naprawy powypadkowe. Według producenta przyczyną problemów z silnikami jest wada seryjna objęta akcją serwisową w latach 2016–2017. Jednak silniki nie są objęte gwarancją od 2017 r. ponieważ niektóre prace konserwacyjne zostały przeprowadzone w nieautoryzowanych warsztatach naprawczych.

#### Lokomotywy hybrydowe

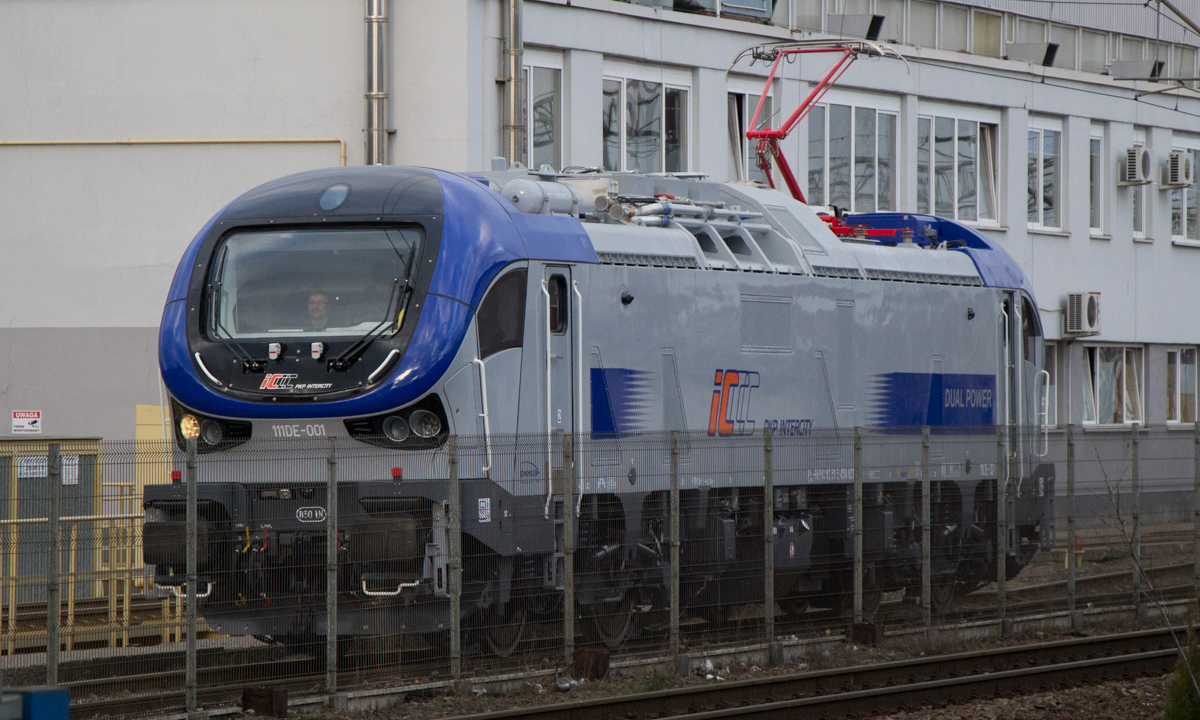
Dwutrakcyjny 111DE-001 w lutym 2022 r.

26 października 2022 podpisano umowę na dostawę 16 lokomotyw elektryczno-spalinowych wraz z utrzymaniem.

### Industrial Divison/Cargounit

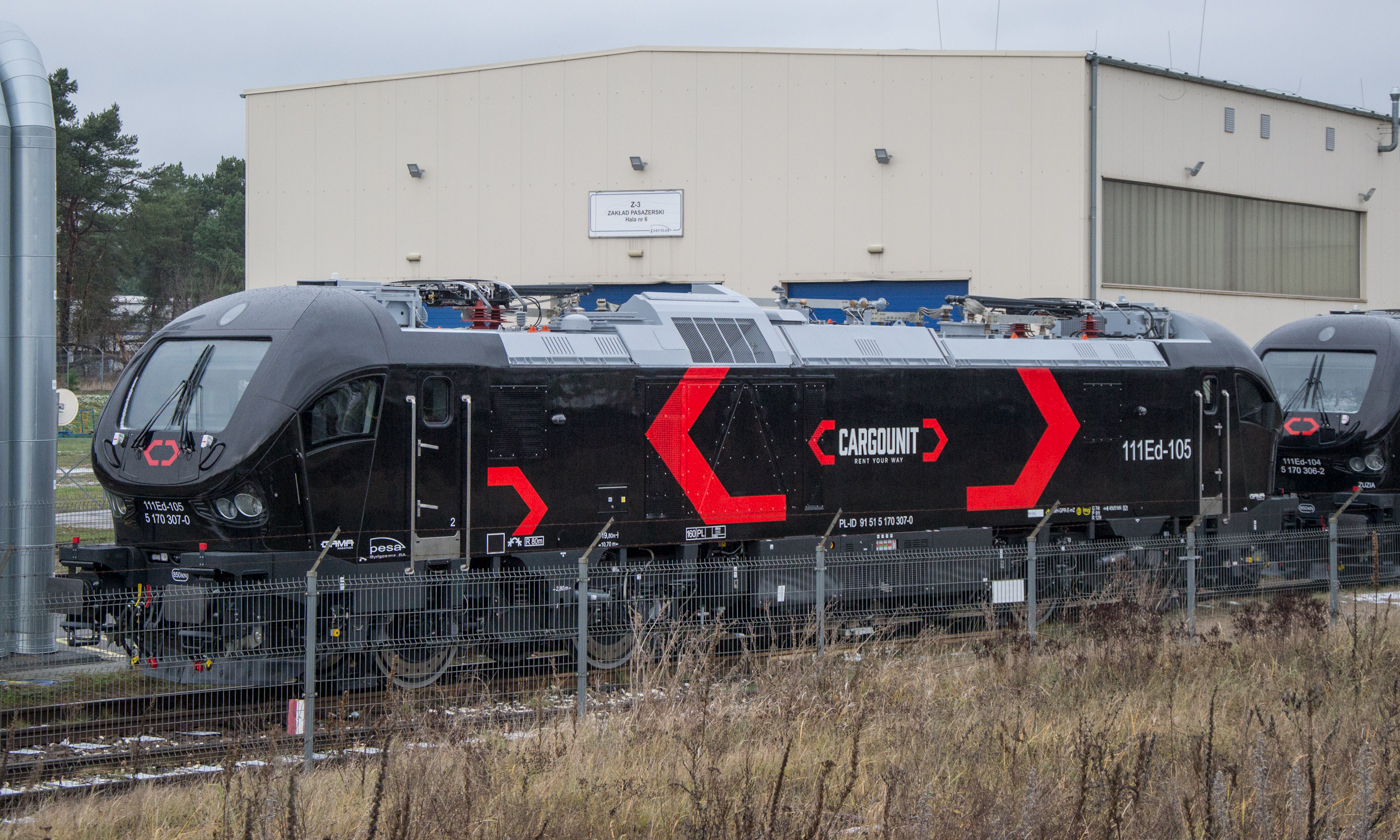
111Ed-105 Cargounit w trakcie końcowego etapu produkcji

W maju 2015 pierwszy egzemplarz elektrycznej Gamy będący własnością Pesy rozpoczął eksploatację w Ecco Rail. 8 lipca lokomotywa ta została kupiona przez Lokomotiv, ale użytkownik pojazdu nie uległ zmianie. Tego samego dnia zamówiono również kolejne 2 lokomotywy typu 111Ed. Ostatecznie w 2016 dostarczone zostały elektrowozy w wersji 111Eb. 1 września 2017 spółka Industrial Divison kupiła wszystkie 31 lokomotyw posiadanych przez spółkę Lokomotiv, w tym 3 gamy. Dnia 28 października 2022 roku zamówiono 10 lokomotyw z opcją kupna dodatkowych dwudziestu. Zamówienie zostało rozszerzone do 40 szt.

### Koleje Mazowieckie

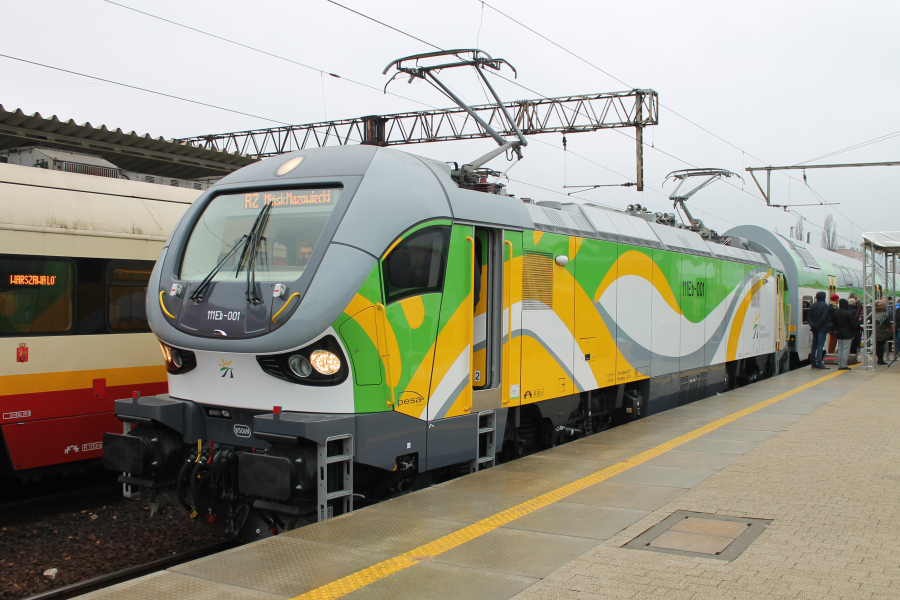
111Eb-001 na stacji Warszawa Wschodnia

15 kwietnia 2014 podpisano umowę na dostawę 22 wagonów piętrowych Sundeck i dwóch lokomotyw Gama dla Kolei Mazowieckich. Zgodnie z treścią zamówienia Pesa była zobowiązana dostarczyć do sierpnia 2015 20 wagonów środkowych, 2 sterownicze i 2 lokomotywy elektryczne o mocy 5600 kW i prędkości maksymalnej 160 km/h. Część dostarczonych wagonów miała zostać wykorzystana do wydłużenia kupionych wcześniej składów push-pull, a część do stworzenia dwóch nowych składów.
W grudniu 2014 gotowe było pudło elektrycznej gamy typu 111Eb. W połowie stycznia 2015 producent zadeklarował, że pierwsza lokomotywa zostanie ukończona do końca tamtego miesiąca. Na początku września 2015 jedna z lokomotyw była zestawiona z wagonami w skład, którego testy na torze doświadczalnym Instytutu Kolejnictwa w Żmigrodzie zaplanowano na koniec tego miesiąca, drugi egzemplarz natomiast był wówczas w trakcie uruchamiania. Termin realizacji zamówienia został przesunięty na I dekadę grudnia 2015. Pod koniec września na gdańskich targach Trako zaprezentowano lokomotywę 111Eb-001, a 6 października rozpoczęto jej testy ze składem Sundecków w Żmigrodzie. 18 grudnia przewoźnik odebrał jedną z dwóch zamówionych lokomotyw i poinformował wówczas, że przewozy pojazdami z tego zamówienia chce rozpocząć w styczniu 2016. 30 grudnia odebrany został drugi egzemplarz. Eksploatację lokomotyw rozpoczęto 31 stycznia 2016.
3 stycznia 2019 lokomotywa 111Eb-002 została wyłączna z ruchu ze względu na usterkę szafy wysokiego napięcia, a 22 stycznia lokomotywa 111Eb-001 z powodu zaniku komunikacji magistrali danych WTB. Lokomotywa 111Eb-001 wróciła do przewoźnika po naprawie na przełomie lutego i marca.

### Rail Capital Partners

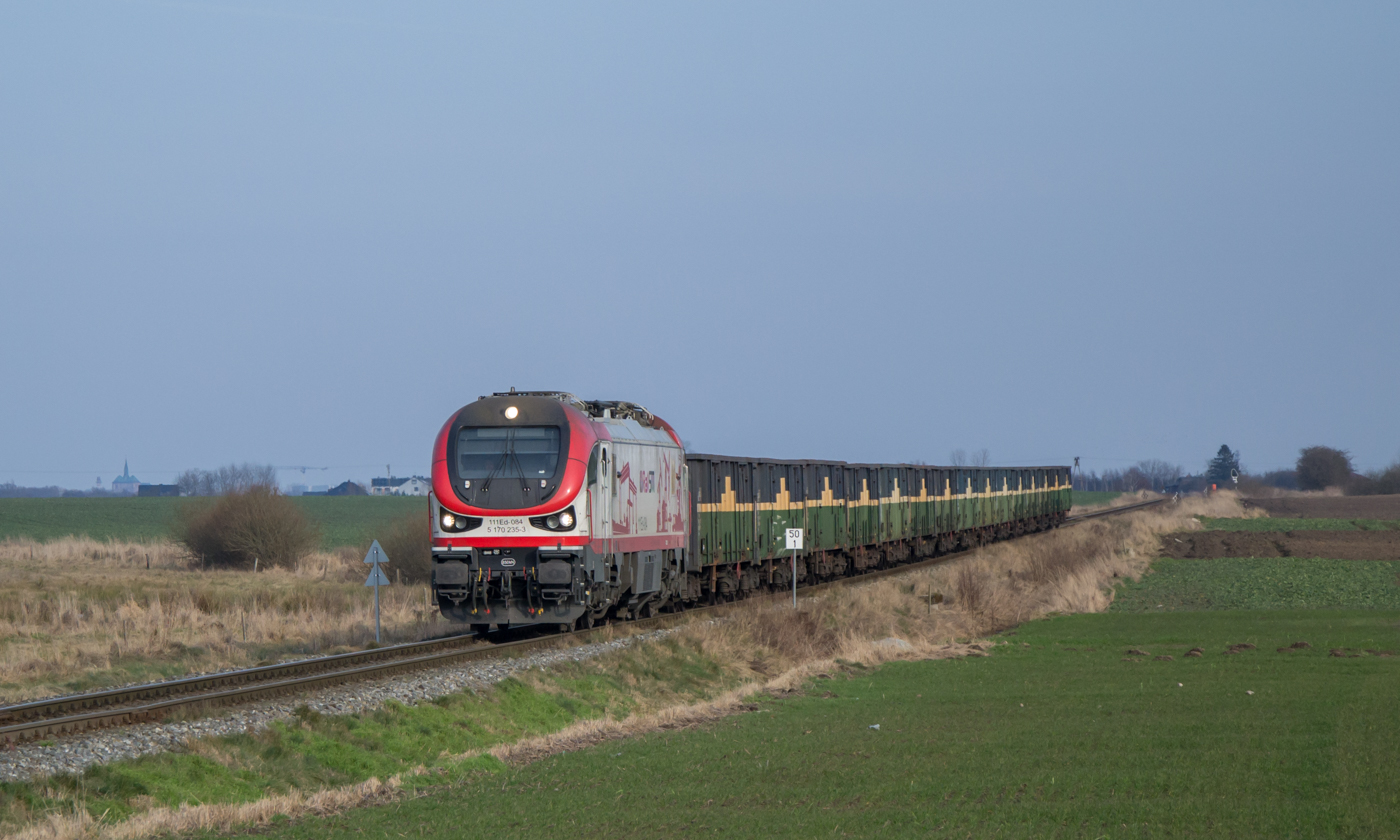
111Ed-084 Rail Capital Partners w służbie Rail STM

16 maja 2016 PESA i zarządzany przez Polski Fundusz Rozwoju Fundusz Inwestycji Infrastrukturalnych podpisały umowę wspólników dotyczącą spółki Rail Capital Partners – nowego poolu taborowego. Pesa ma w niej 51% udziałów, a II – pozostałe 49%. Zaplanowano, że spółka ma mieć 8 lokomotyw Gama w wersji 111Ed w przeciągu 2 lat. Na początku maja 2017 na stanie poolu były 2 lokomotywy, pierwsza z nich weszła do ruchu w marcu, a druga w maju 2017. Druga z lokomotyw trafiła do spółki Pol-Miedź Trans. Na początku sierpnia dysponowała 4 lokomotywami, które pod koniec września były użytkowane przez Kolprem, Pol-Miedź Trans i Orlen KolTrans. 21 maja 2018 PKP Cargo podpisało z RCP miesięczną umowę dzierżawy jednej z 111Ed. Z początkiem lipca lokomotywa 111Ed-004, które wcześniej służyła w Orlenie, rozpoczęła miesięczny testy w Zakładzie Południowym PKP Cargo.
W lipcu 2019 roku Rail Capital Partners zamówił dodatkowo dwanaście lokomotyw. W maju 2020 została przekazana pierwsza Gama zamówiona przez RCB celem wydzierżawienia spółce AlzaCargo. Ostatni elektrowóz przeznaczony dla poolu taborowego został dostarczony pod koniec sierpnia 2021 roku i tym samym spółka dysponowała 29 Gamami.

### Pol-Miedź Trans
7 lipca 2020 roku lokomotywa z silnikiem dojazdowym została zamówiona przez Pol-Miedź Trans. Pod koniec lipca 2021 roku lokomotywa została przekazana. Natomiast pod koniec października 2022 podpisana została umowa ze spółką SIM Factor na dostawę symulatora Gamy w wersji 111Ed.

### PCC Intermodal
W lipcu 2021 przewoźnik zamówił trzy elektrowozy. 7 października 2022 pierwsza lokomotywa (111Eo-006) została przekazana, a dzień później poprowadziła pociąg. W tym samym miesiącu dostarczono dwie dodatkowe lokomotywy.

### Orion Rail Logistics
W kwietniu 2023 roku jedna lokomotywa została wyprodukowana dla przewoźnika Orion Rail Logistics.

## Nagrody i wyróżnienia
- 2013 – nagroda Dobry Wzór 2013 w kategorii Sfera publiczna[141]
- 2013 – nagroda specjalna ministra gospodarki Wzór Roku 2013 dla najlepszego produktu zaprojektowanego przez polskiego projektanta i wyprodukowanego przez polskiego przedsiębiorcę[61]